# Dendropemon rigidus
Dendropemon rigidus är en tvåhjärtbladig växtart som beskrevs av Urb. & Ekman. Dendropemon rigidus ingår i släktet Dendropemon och familjen Loranthaceae. Inga underarter finns listade i Catalogue of Life.